# Furacão Daniel (2006)
O furacão Daniel foi o segundo furacão mais forte a se formar no nordeste do Oceano Pacífico durante a temporada de 2006. Quarto sistema nomeado da temporada, Daniel formou-se próximo da costa do México a partir de uma onda tropical em 16 de julho daquele ano. O fenômeno moveu-se para oeste e se intensificou  continuamente até alcançar um pico de intensidade com ventos constantes de 240 km/h em 22 de julho; naquele momento, o ciclone lembrava as características de um furacão anular.
Daniel enfraqueceu-se gradualmente assim que entrou em águas mais frias e numa área com ventos de cisalhamento e depois de entrar na área de responsabilidade do Centro de Furacões do Pacífico Central, o sistema enfraqueceu-se rapidamente, degenerando-se numa área de baixa pressão remanescente em 26 de julho. Depois de previsões que o ciclone iria passar através do arquipélago do Havaí como uma tempestade tropical, os remanescentes de Daniel passaram ao sul da ilha principal antes de se dissipar. A tempestade trouxe precipitação moderada a forte para as ilhas de Havaí e Maui, embora não se tenha registrado danos.

## História meteorológica
O furacão Daniel se originou a partir de uma onda tropical que deixou a costa ocidental da África em 2 de julho de 2006. A onda atravessou o Oceano Atlântico e o Mar do Caribe com poucas áreas de convecção associadas e em 12 de julho, o fenômeno cruzou a América Central, entrando assim na porção nordeste do oceano Pacífico. As áreas de convecção aumentaram em 13 de julho e, dois dias depois, o sistema começou a mostrar sinais de intensificação ao sul do México. O sistema seguiu para oeste a cerca de 25 km/h e em 16 de julho o fenômeno tornou-se mais organizado. Com bandas de chuva convectivas ao norte e ao sul da circulação de baixos níveis, estima-se que a onda tropical se desenvolveu em uma depressão tropical no final de 16 de julho a cerca de 845 km a sul-sudoeste da cidade de Manzanillo, no estado mexicano de Colima.
Classificada como a depressão tropical Cinco-E, o sistema seguiu para oeste impulsionado por uma alta subtropical de níveis médios. Nas horas seguintes à formação da depressão, o sistema não apresentava áreas de convecção profunda perto de seu centro. As condições favoreciam o desenvolvimento, incluindo a temperatura morna da superfície do mar, quantidades muito baixas de ventos de cisalhamento e um anticiclone bem estabelecido sobre a depressão. As áreas de convecção tornaram-se mais centralizadas, coincidindo com a melhora dos fluxos externos de altos níveis e estes tornaram-se mais simétricos. Baseado nos números Dvorak, foi estimado que a depressão intensificou-se na tempestade tropical Daniel por volta das 12h00 UTC de 17 de julho. Daniel rapidamente ficou mais organizado, exibindo um aumento das áreas de convecção profunda e das bandas de chuva. Um centro denso nublado formou-se, ao mesmo tempo em que uma banda de chuva bem definida envolveu o centro da circulação. Baseado na formação de uma estrutura semelhante a um olho, o Centro Nacional de Furacões classificou Daniel como um furacão no final de 18 de julho enquanto o fenômeno estava localizado a cerca de 1 420 km ao sul-sudoeste de Cabo San Lucas.

Imagem animada do Furacão Daniel durante seu pico de intensidade

Em 19 de julho, o olho de Daniel ficou mais bem visível nas imagens de satélite, assumindo o formato de olho em "buraco de agulha". O furacão sofreu um ciclo de reposição da parede do olho assim que começou a seguir para oeste-noroeste, o que interrompeu temporariamente a tendência de fortalecimento do distúrbio. Após isso, Daniel começou a se fortalecer rapidamente, alcançando a força de um grande furacão em 20 de julho. Mais tarde, o fenômeno tornou-se um ciclone muito simétrico com um olho distinto de cerca de 50 km de diâmetro. Após atingir a força de um furacão de categoria 4, dentre as 5 possíveis da escala de furacões de Saffir-Simpson, o sistema lembrava um furacão anular. Em 21 de julho, a formação sofreu outro ciclo de substituição da parede do olho e após completar este ciclo, Daniel alcançou o pico de intensidade com ventos constantes de 240 km/h no começo da madrugada de 22 de julho a cerca de 2 175 km a sudoeste de Cabo San Lucas. Após manter este pico de intensidade por cerca de 18 horas, Daniel começou a se enfraquecer continuamente a medida que o sistema seguia sobre águas progressivamente mais frias. O olho ficou mais distinto em 23 de julho, antes dos topos das nuvens se aquecerem novamente e os ventos diminuírem.
O furacão adentrou a área de responsabilidade de previsões do Centro de Furacões do Pacífico Central em 24 de julho, e logo após seu olho desapareceu das imagens de satélite. Foi previsto que Daniel iria seguir uma trajetória através do arquipélago do Havaí como uma tempestade tropical; pois as águas perto das ilhas estavam mais quentes, e era esperado a diminuição dos ventos de cisalhamento. No entanto, Daniel desacelerou-se assim que a alta subtropical ao seu norte enfraqueceu-se e, devido à combinação de águas frias e aumento dos ventos de cisalhamento orientais, o sistema enfraqueceu-se para uma tempestade tropical em 25 de julho. Depois, não havia áreas de convecção ativas perto do centro da circulação exposta e no começo da madrugada do dia seguinte, o sistema enfraqueceu-se para uma depressão tropical. As áreas de trovoadas falharam em se desenvolver novamente e Daniel degenerou-se numa área de baixa pressão remanescente por volta da meia-noite de 27 de julho a cerca de 1 290 km a leste-sudeste da cidade de Hilo, no estado do Havaí. A área de baixa pressão remanescente continuou a seguir para oeste-noroeste, passando logo ao sul da ilha Havai, a maior do arquipélago, em 28 de julho, antes de se dissipar completamente.

## Preparativos, impacto e nomenclatura

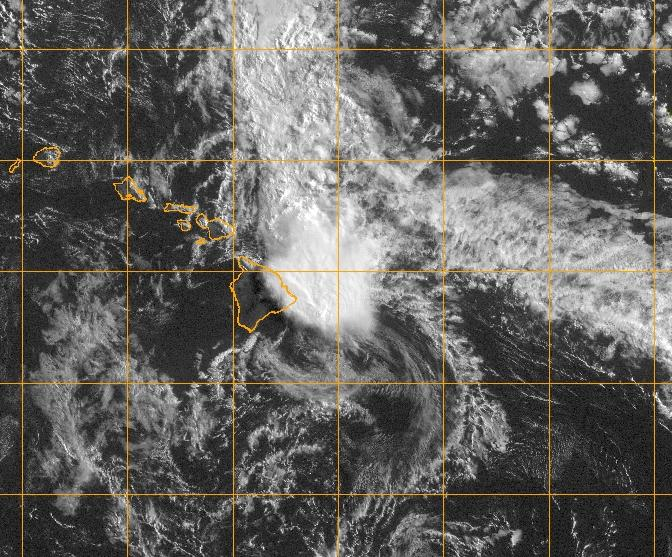
Imagem de satélite mostrando a área de baixa pressão remanescente de Daniel perto do Havaí

Devido às previsões de que Daniel passaria pelo arquipélago do Havaí como uma tempestade tropical, as autoridades do estado e do condado de Havaí recomendaram aos moradores que preparassem kits de emergência. Também sugeriram o estoque de alimentos não perecíveis e baterias. Mas como este alerta foi dado enquanto a tempestade estava a vários dias de distância do arquipélago, poucos residentes se mobilizaram para se preparar para a possível chegada do furacão. O Serviço Nacional de Meteorologia dos Estados Unidos em Honolulu emitiu um aviso de ondas fortes para as praias orientais do Havaí e alertaram os usuários das praias a manterem-se longe das águas. O serviço emitiu  ainda um alerta de enchente de curta duração, assim como um alerta de ventos fortes em associação aos remanescentes de Daniel.
Os remanescentes do furacão causaram chuvas que chegaram a 50–125 mm nas áreas orientais das ilhas Havai e Maui em 28 e 29 de julho. Em West Wailuaiki, Maui, a precipitação acumulada chegou a 98,3 mm em um único dia. Esta medida foi a maior associada aos remanescentes de Daniel. As chuvas, particularmente na localidade de Kailua-Kona, na ilha principal, provocaram alagamentos e lentidão nas estradas, bem como enxurradas e transbordamento de pequenos riachos. No entanto, não houve feridos e nenhum prejuízo significativo foi relatado. Uma estação meteorológica em Ka Lae, o ponto extremo sul da ilha, registrou por um breve período ventos constantes de 55 km/h com rajadas de 75 km/h.
Durante a 61ª Conferência Interdepartamental de Furacões (em inglês: Interdepartmental Hurricane Conference), a Defesa Civil do Estado do Havaí pediu a retirada do nome "Daniel" dentre os possíveis termos a serem usados para ciclones tropicais. A justificativa era que a tempestade tornou-se memorável devido à ameaça ou aos danos. No entanto, a Organização Meteorológica Mundial (OMM) não aprovou o pedido e o nome foi usado novamente na temporada de 2012.